# Tiniocellus eurypygus
Tiniocellus eurypygus är en skalbaggsart som beskrevs av Branco 2010. Tiniocellus eurypygus ingår i släktet Tiniocellus och familjen bladhorningar. Utöver nominatformen finns också underarten T. e. transdrakensbergensis.